# Альфред Шульце
Альфред Шульце (нім. Alfred Schulze; 17 серпня 1892, Ессен — 12 грудня 1972, Бад-Швартау) — німецький військовий інженер, контрадмірал-інженер крігсмаріне.

## Біографія
1 жовтня 1912 року вступив на флот. Учасник Першої світової війни. Після демобілізації армії залишений на флоті. З 2 листопада 1938 року служив в штабі Військово-морського училища Кіля. З 7 грудня 1939 року — начальник штабу інспекції корабельних машин. З 16 жовтня 1941 по 13 листопада 1942 року — директор спорядження і ремонтних робіт ВМС на острові Саламін. З 4 грудня 1942 року — директор відділу постачання військових верфей Кіля. З 4 березня 1943 року — головний директор військових верфей Бергена. З 1 липня 1943 року — комендант військово-морського арсеналу Бергена. 8 травня 1945 року взятий в полон. 22 січня 1948 року звільнений.

## Звання
- Лейтенант-інженер (16 грудня 1919)
- Оберлейтенант-інженер (6 грудня 1921)
- Капітан-лейтенант-інженер (1 серпня 1925)
- Корветтен-капітан-інженер (1 квітня 1933)
- Фрегаттен-капітан-інженер (1 жовтня 1936)
- Капітан-цур-зее-інженер (1 жовтня 1938)
- Контрадмірал-інженер (1 листопада 1942)

## Нагороди
- Почесний хрест ветерана війни з мечами
- Медаль «За вислугу років у Вермахті»
  - 4-го, 3-го і 2-го класу (18 років; 2 жовтня 1936) — отримав 3 нагороди одночасно.
  - 1-го класу (25 років; 1 жовтня 1937)
- Хрест Воєнних заслуг
  - 2-го класу з мечами (27 листопада 1940)
  - 1-го класу з мечами (1942)